# Владимировка (Грузия)
Владимировка — село в общине Пока, в Ниноцминдском муниципалитете края Самцхе-Джавахетия Грузии.

## География
Расположено на юго-западном берегу озера Паравани, на высоте 2090 м над уровнем моря. Село находится в 35 километрах от города Ниноцминда.

## Население
| Год переписи | Население |
| ------------ | --------- |
| 2002 г.      | 174       |
| 2014         | 137 ▼     |

По данным на 2002 год население села составляло 174 человека (95 мужчин и 79 женщин). 99 % населения села составляли армяне.
По данным переписи 2014 года в селе проживало 137 человек, из которых армяне составляли 98 % населения, грузины — 0,5 % и украинцы — 1,5 %.